# مولین اکرز (میزوری)
مولین اکرز (به انگلیسی: Moline Acres) یک شهر در ایالات متحده آمریکا است که در شهرستان سنت لوئیس، میزوری واقع شده‌است. مولین اکرز ۱٫۴۸ کیلومتر مربع مساحت و ۲٬۴۴۲ نفر جمعیت دارد و ۱۴۶ متر بالاتر از سطح دریا قرار دارد.